# Pinguecula

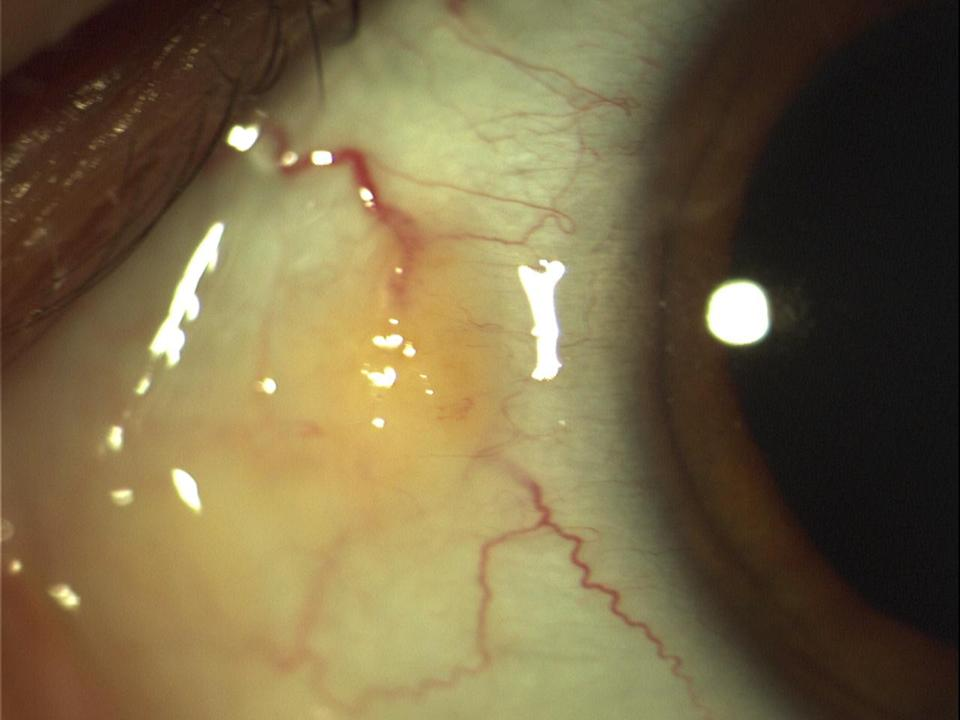
Pinguecula

Als Pinguecula (lat. pinguis = fett, macula = Fleck, w, Plural "Pingueculae", fälschlicherweise manchmal auch als Pingueculum bezeichnet) bezeichnet man in der Augenheilkunde eine häufig vorkommende, harmlose Degeneration der Bindehaut, die als flach erhabener, weißgelblicher Fleck in der Lidspalte meist zuerst nasal am Hornhautrand sichtbar ist.
Pingueculae sind meist beidseitig vorhanden, können aber asymmetrisch ausgeprägt sein.
Histologisch finden sich ein verarmtes Schleimhautepithel und darunter gelegene Bruchstücke von Kollagenfasern sowie formloses Material.
In ausgeprägten Fällen können mehrere Millimeter breite Pingueculae sowohl nasal als auch temporal der Hornhaut vorliegen, die mehr als einen Millimeter hervorragen und deren Oberfläche mit Verkalkungen bedeckt ist. Dann können sie auch Beschwerden wie Fremdkörpergefühl und gerötete Augen hervorrufen.
Als Entstehungsursache vermutet man neben der Vererbung den Einfluss von UV-Strahlung der Sonne, da Pingueculae ebenso wie Pterygien häufiger bei Personen aufzutreten scheinen, die intensivem Sonnenlicht ausgesetzt sind.
Pingueculae werden nicht behandelt. Die Störung des Tränenfilms wird mit viskösen Tränenersatzstoffen gemildert. In schweren Fällen ist eine operative Entfernung denkbar.